# Le Mesnil-Saint-Denis
Le Mesnil-Saint-Denis és un municipi francès, situat al departament d'Yvelines i a la regió de Illa de França. L'any 2007 tenia 6.622 habitants.
Forma part del cantó de Maurepas, del districte de Rambouillet i de la Comunitat de comunes de la Haute Vallée de Chevreuse.

## Demografia

### Població
El 2007 la població de fet de Le Mesnil-Saint-Denis era de 6.622 persones. Hi havia 2.448 famílies, de les quals 512 eren unipersonals (176 homes vivint sols i 336 dones vivint soles), 784 parelles sense fills, 972 parelles amb fills i 180 famílies monoparentals amb fills.
La població ha evolucionat segons el següent gràfic:
Habitants censats

### Habitatges
El 2007 hi havia 2.642 habitatges, 2.510 eren l'habitatge principal de la família, 47 eren segones residències i 85 estaven desocupats. 2.170 eren cases i 466 eren apartaments. Dels 2.510 habitatges principals, 2.095 estaven ocupats pels seus propietaris, 355 estaven llogats i ocupats pels llogaters i 60 estaven cedits a títol gratuït; 64 tenien una cambra, 148 en tenien dues, 275 en tenien tres, 408 en tenien quatre i 1.615 en tenien cinc o més. 2.243 habitatges disposaven pel capbaix d'una plaça de pàrquing. A 984 habitatges hi havia un automòbil i a 1.382 n'hi havia dos o més.

### Piràmide de població
La piràmide de població per edats i sexe el 2009 era:
| Homes | Edats   | Dones |
| ----- | ------- | ----- |
| 0     | 95 o +  | 24    |
| 20    | 90 a 94 | 24    |
| 16    | 85 a 89 | 76    |
| 24    | 80 a 84 | 36    |
| 40    | 75 a 79 | 48    |
| 88    | 70 a 74 | 124   |
| 176   | 65 a 69 | 164   |
| 216   | 60 a 64 | 224   |
| 264   | 55 a 59 | 232   |
| 280   | 50 a 54 | 328   |
| 224   | 45 a 49 | 280   |
| 244   | 40 a 44 | 208   |
| 204   | 35 a 39 | 220   |
| 204   | 30 a 34 | 204   |
| 173   | 25 a 29 | 184   |
| 192   | 20 a 24 | 164   |
| 196   | 15 a 19 | 212   |
| 240   | 10 a 14 | 208   |
| 252   | 5 a 9   | 192   |
| 140   | 0 a 4   | 172   |

## Economia
El 2007 la població en edat de treballar era de 4.200 persones, 3.017 eren actives i 1.183 eren inactives. De les 3.017 persones actives 2.853 estaven ocupades (1.465 homes i 1.388 dones) i 164 estaven aturades (89 homes i 75 dones). De les 1.183 persones inactives 398 estaven jubilades, 470 estaven estudiant i 315 estaven classificades com a «altres inactius».

### Ingressos
El 2009 a Le Mesnil-Saint-Denis hi havia 2.491 unitats fiscals que integraven 6.578,5 persones, la mediana anual d'ingressos fiscals per persona era de 31.308 €.

### Activitats econòmiques
Dels 273 establiments que hi havia el 2007, 2 eren d'empreses extractives, 5 d'empreses alimentàries, 1 d'una empresa de fabricació de material elèctric, 1 d'una empresa de fabricació d'elements pel transport, 11 d'empreses de fabricació d'altres productes industrials, 23 d'empreses de construcció, 44 d'empreses de comerç i reparació d'automòbils, 10 d'empreses de transport, 10 d'empreses d'hostatgeria i restauració, 11 d'empreses d'informació i comunicació, 18 d'empreses financeres, 20 d'empreses immobiliàries, 62 d'empreses de serveis, 37 d'entitats de l'administració pública i 18 d'empreses classificades com a «altres activitats de serveis».
Dels 56 establiments de servei als particulars que hi havia el 2009, 1 era una oficina de correu, 4 oficines bancàries, 1 taller de reparació d'automòbils i de material agrícola, 1 autoescola, 5 paletes, 2 guixaires pintors, 4 fusteries, 5 lampisteries, 4 empreses de construcció, 8 perruqueries, 2 veterinaris, 6 restaurants, 9 agències immobiliàries, 1 tintoreria i 3 salons de bellesa.
Dels 15 establiments comercials que hi havia el 2009, 2 eren botigues de més de 120 m², 1 una botiga de més de 120 m², 3 fleques, 1 una fleca, 2 llibreries, 1 una llibreria, 1 una botiga de roba i 4 floristeries.
L'any 2000 a Le Mesnil-Saint-Denis hi havia 3 explotacions agrícoles.

## Equipaments sanitaris i escolars
El 2009 hi havia 1 hospital de tractaments de mitja durada (seguiment i rehabilitació) i 2 farmàcies.
El 2009 hi havia 2 escoles maternals i 2 escoles elementals. Le Mesnil-Saint-Denis disposava de 2 col·legis d'educació secundària amb 832 alumnes.

## Poblacions més properes
El següent diagrama mostra les poblacions més properes.